# 2SZ7
A 2SZ7 Pion (bazsarózsa) önjáró ágyú. Az egyik legnagyobb szovjet páncélozott harcjármű és a világ egyik legerősebb hagyományos tüzérségi rendszere. Megerősített harcálláspontok, bunkerek, tüzérségi alakulatok, élőerő mélységi leküzdésére és logisztikai létesítmények megsemmisítésére szolgál. Több szovjet utódállamban napjainkban is szolgálatban áll.

## Története
Alvázának fejlesztésére a szentpétervári Kirov gyárban került sor. Ugyanebben az üzemben végezték el a 2SZ7-es végső összeszerelését is. Hadrendbe állítása az 1970-es évek második felében történt meg. A NATO először 1975-ben azonosította, így lett a kódjele M–1975 (ahogy a 2SZ4-esnek is), bár a hivatalos jelölése SZO–203 (2SZ7). Alváza a T–80-as harckocsi alvázán alapul, sebességváltója pedig a T–72-es harckocsién.

## Szerkezeti felépítés
A teljesen zárt személyzeti fülke a géptest elején helyezkedik el, amiben helyett kapott négy ülés a parancsnok, a vezető és még két fő számára. Illetve a fülke tetején a parancsnoknak és a vezetőnek egy-egy kör alakú tetőnyílást biztosítottak, amelyek előtt periszkópok lettek elhelyezve. Kiegészítésként egy plusz periszkóp is elhelyezésre kerülhet a sofőr és a parancsnok között. A vezető infravörös éjjellátó rendszert kapott. A személyzeti fülkének van szélvédője, melyet a harctevékenységi körzetben egy páncélozott redőnnyel fednek le. A 2SZ7-es a 14 fős személyzetből 7-et tud szállítani, a további 7 fő a kiszolgáló járművön kap helyet. 203 mm-es ágyúja (GRAU-kódja 2A44) a páncéltesten kívül, a hátsó részen rögzítették. A géptest jobb és bal oldalán tároló dobozok találhatók. Az önjáró ágyú hátsó részére egy hidraulikus működtetésű támasz lett felszerelve, melyet tüzelési pozícióban leeresztenek. A harcjármű tűzvédelmi rendszerrel felszerelt, illetve teljes biológiai, vegyi és nukleáris védelmet kapott.

## Fegyverzet
Fő fegyverzete a 2A44-es GRAU-kódjelű 203 mm-es huzagolt csövű, osztott lőszert tüzelő tüzérségi ágyú, melyet nem szereltek fel sem csőszájfékkel, sem füstgázelszívóval. Az ágyún egy olajos lökésgátló dugattyú és rekuperátor, míg az ágyú alatt kettő lökésgátló dugattyú lett elhelyezve, melyek segítségével a hátrasiklás 1400 mm-re lett korlátozva. Az ágyú maximális lőtávja rakéta-póthajtásos lőszerrel 55,5 km. Teljes lőszerjavadalmazása 40 db lőszer, ebből a géptestben tárolnak 4 lőszert, a többit kisegítő járművekből adagolják. Kiegészítésként helyet kapott a harcjárműben egy hordozható légvédelmi rakétavető is.

## Lőszerek

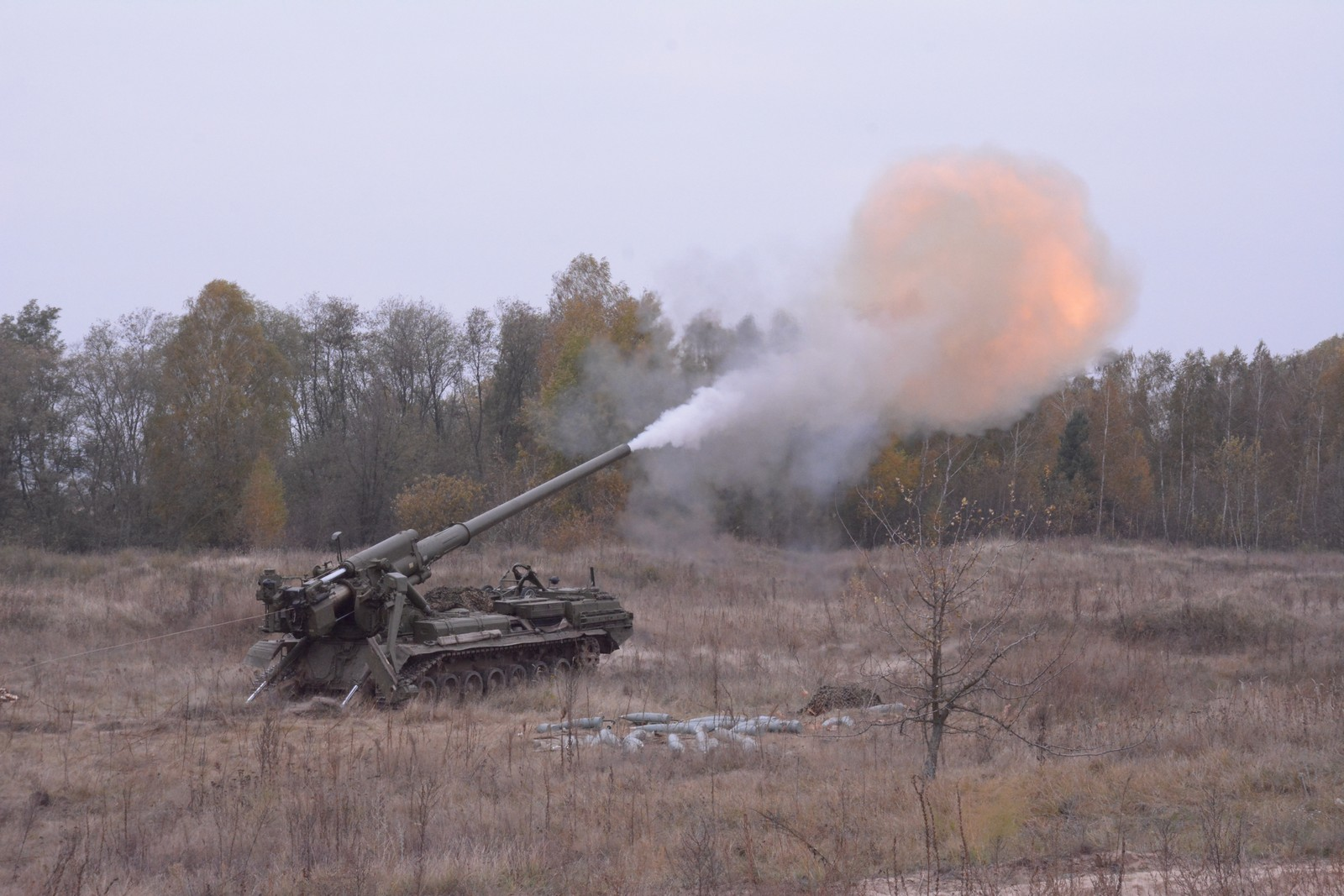
Az Ukrán Fegyveres Erők 2SZ7-es lövege tüzelés közben 2016-ban

Alkalmazható lőszerek: HE (nagy romboló erejű), HE-FRAG (repesz-romboló), betonromboló, HE-RA (rakéta-póthajtásos nagy romboló erejű és repesz-romboló), vegyi, taktikai nukleáris és DPCIM (kettős célú továbbfejlesztett hagyományos lőszer).
Az ágyúhoz használt, 3OF43 kódjelű lövedékkel ellátott általános repesz-romboló osztott lőszer súlya 110 kg, ebből 17,8 kg maga a robbanó anyag. Maximális lőtávja teljes hajítótöltettel 37,5 km, csökkentett hajítótöltettel 25,4 km.
A 3OF44 kódjelű lövedékkel ellátott, rakéta-póthajtásos 3VOF35 kódjelű osztott lőszer súlya 102 kg, melyből 13,3 kg a robbanó anyag. Maximális lőtávja 47,5 km, csőtorkolati sebessége 960 m/s.
A 3VO15 kódjelű teljes hajítótöltettel és 3OV16 kódjelű csökkentett hajítótöltettel ellátott DPCIM osztott lőszer súlya 110 kg. Lövedéke 24 db robbanótöltetet tartalmaz, melyek egyenként 1,4 kg súlyúak, amiből 0,23 kg maga a robbanóanyag, maximális lőtávja 30,4 km.

## Működés
Az önjáró ágyú egy nagy, motor-rásegítéses töltőberendezéssel lett ellátva. Ezzel elérhető az 1,5 lövedék/perces tűzgyorsaság. Az ágyúkezelő a géptest bal hátsó részén kapott helyet, innen vezérelhető az irányzás is. Az emelkedési szög hidraulikus, míg az oldalszög beállítása elektronikus vezérlést kapott. Az irányzás történhet manuális módon is, esetleges áramszünet esetén. A 2SZ7 nem lett ellátva fedélzeti segédhajtóművel, így tüzelés közben a főhajtóműnek járnia kell az energiaellátás érdekében. Mivel az ágyú elsütésének pillanatában olyan erők szabadulnak fel, melyek könnyedén cselekvőképtelenné tehetnek egy közelben tartózkodó embert, ezért a Pion-t felszerelték egy figyelmeztető hangrendszerrel, mely rövid figyelmeztető hangokat ad ki 5 másodperccel a fegyver elsütése előtt. Mozgás közben az ágyúcsövet manuálisan rögzítik. A 14 fős személyzettel ellátott 2SZ7 Pion 5–6 perc alatt tűzkész, 3–5 perc alatt pedig menetkész állapotba hozható.

## Harcászati-műszaki jellemzők
- Emelkedési szög: 0°-tól 60°-ig
- Oldalszög: 30°
- Hasmagasság: 0,40 m
- Gázlómélység: 1,2 m
- Talajnyomás: 0,8 kg/cm²
- ABV védelem: Igen

- Tűzgyorsaság:
  - 8 lőszer 5 perc alatt
  - 15 lőszer 10 perc alatt
  - 24 lőszer 20 perc alatt
  - 30 lőszer 30 perc alatt
  - 40 lőszer egy óra alatt

## Típusváltozatok
- 2SZ7 M – Továbbfejlesztett változat, melyet 1983-ban állítottak hadrendbe. Továbbfejlesztették a tűzvezető és kommunikációs rendszerét, tűzgyorsaságát 2,5 lövedék/percre növelték, a géptestben hordozható lőszerek számát 8-ra növelték. Kapott egy 24 LE-s fedélzeti segédhajtóművet is.
- BTM–4 – Árokásó gép, melyhez 2SZ7 alvázát használták fel.